# Henrik Koch
Henrik Koch (* 17. August 2006 in Bielefeld) ist ein deutscher Fußballspieler. 

## Karriere

### Verein
Der Stürmer Henrik Koch spielte beim TuS Lipperreihe im lippischen Oerlinghausen, bevor er im Alter von zehn Jahren in das Nachwuchsleistungszentrum von Arminia Bielefeld wechselte. Mit den B-Junioren wurde er 2023 deutscher Meister. Zunächst wurde Koch mit der Arminia Vizemeister der B-Junioren-Bundesliga West und mit 17 Treffern Torschützenkönig. Nachdem sich die Bielefelder im Halbfinale um die deutsche Meisterschaft mit 0:1 und 3:1 gegen den FC Schalke 04 durchsetzen konnten, gewann die Arminia das Endspiel gegen den VfL Wolfsburg mit 2:0. Henrik Koch erzielte dabei das 2:0.
Am 6. Juni 2023 gab er im Alter von 16 Jahren bei der 1:2-Niederlage im Rückspiel in der Relegation gegen den Drittligisten SV Wehen Wiesbaden sein Profidebüt. Nach einem 1:6 nach Hin- und Rückspiel stieg Arminia Bielefeld aus der 2. Bundesliga in die 3. Liga ab. Wenige Tage später erhielt Koch bei der Arminia einen langfristigen Vertrag. Sein erstes Pflichtspieltor folgte am 8. August 2023 beim 2:0-Erstrundensieg im Westfalenpokal 2023/24 bei der SG Frisch-Auf Herringhausen/Eickum. Damit wurde Koch zum jüngsten Torschützen der Vereinsgeschichte. Mit der Arminia gewann Koch den Westfalenpokal durch einen 3:1-Sieg über den SC Verl.
Anfang September 2024 wechselte Koch zum SC Paderborn 07. Dort steht er im Kader der A-Junioren (U19), die in der neuen U19-DFB-Nachwuchsliga antreten.

### Nationalmannschaft
Henrik Koch gab am 11. November 2021 bei der 2:3-Niederlage im Testspiel gegen Tschechien sein Debüt für die deutsche U16-Auswahl. Zwei Tage später absolvierte er beim 3:1-Sieg im Rückspiel an gleicher Ort und Stelle sein zweites sowie letztes Spiel für diese Altersklasse und schoss hierbei auch ein Tor.

## Erfolge
Verein
- Westfalenpokalsieger: 2024 (Arminia Bielefeld)
- Deutscher B-Junioren-Meister: 2023 (Arminia Bielefeld)

Individuell
- Torschützenkönig der B-Junioren-Bundesliga West: 2023